# Piero Puricelli

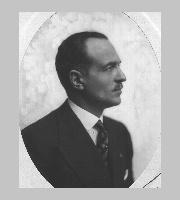
Piero Puricelli

Historischer Verlauf der Autostrada dei Laghi 1926

Piero Puricelli (* 4. April 1883 in Mailand; † 8. Mai 1951 ebenda) war ein italienischer Tiefbauingenieur und Senator des Königreichs.

## Leistungen
In den 1920er Jahren entwickelte er in Italien mit der Autostrada dei Laghi eine „autostrada“, also eine Straße nur für Autos,  von Mailand zu den Oberitalienischen Seen und gilt deshalb in Fachkreisen als Erbauer der ersten „Autobahn“ der Welt, nachdem die HaFraBa zu diesem Zeitpunkt noch in der Planungsphase war.
Das erste Teilstück bis Gallarate wurde am 20. September 1923 unter Beisein des Königs Viktor Emanuel III. und die Verlängerung bis Varese ein Jahr später am 21. September 1924 eröffnet. Der kreuzungsfreie Ausbau und eine bauliche Trennung der Richtungsfahrbahnen erfolgte später.
Weil die Nationalsozialisten mit Fritz Todt, dem Generalinspektor für das Straßenwesen, die Autobahn als Idee Hitlers propagieren wollten, wurde Puricelli, seinerseits ein enger Anhänger Benito Mussolinis, in den 1930er Jahren durch massiven Druck daran gehindert, die Autobahn weiterhin als seine Idee zu deklarieren und er musste gute Miene zu bösem Spiel zu machen. So wurde ein zuvor von einem Kurt Gustav Kaftan veröffentlichtes Manuskript über Autostraßen gemeinsam unterdrückt.